# Surlidtjärnarna (Arvidsjaurs socken, Lappland, 726868-163805)
Surlidtjärnarna är en sjö i Arvidsjaurs kommun i Lappland och ingår i Byskeälvens huvudavrinningsområde. Surlidtjärnarna ligger i Byskeälven Natura 2000-område.